# Abbey Theatre

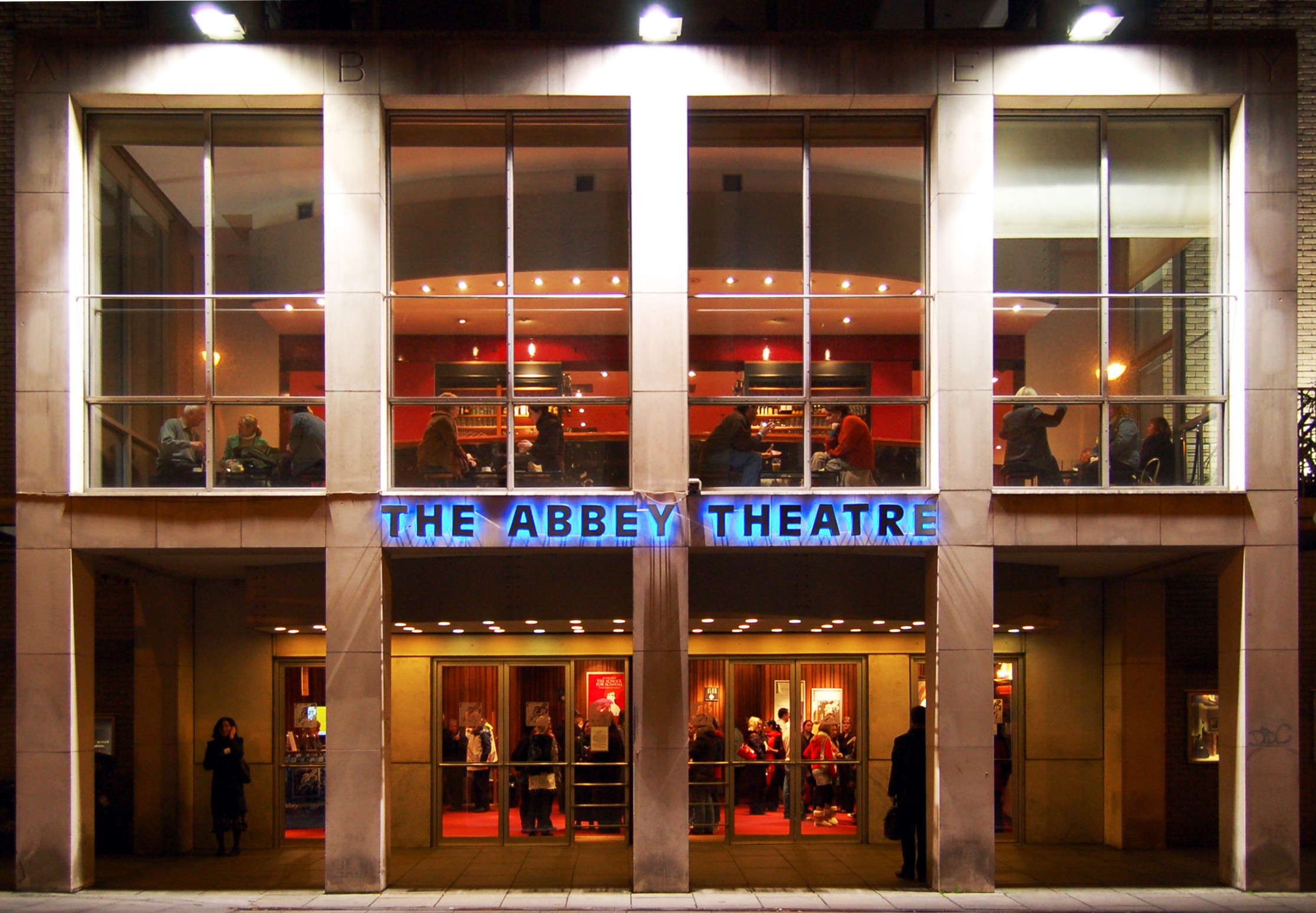
Fachada frontal

O Abbey Theatre (irlandês: Amharclann na Mainistreach), também conhecido como National Theatre of Ireland (irlandês: Amharclann Náisiúnta na hÉireann), em Dublin, Irlanda, é uma das principais instituições culturais do país. Aberto ao público pela primeira vez a 27 de Dezembro de 1904, e apesar de ter perdido o edifício original num incêndio em 1951, continua ativo até aos dias de hoje. O Abbey foi o primeiro teatro subsidiado pelo estado no mundo de língua inglesa; de 1925 em diante, recebeu um subsídio anual do Estado Livre da Irlanda. Desde julho de 1966, o Abbey está localizado em 26 Lower Abbey Street, Dublin 1.

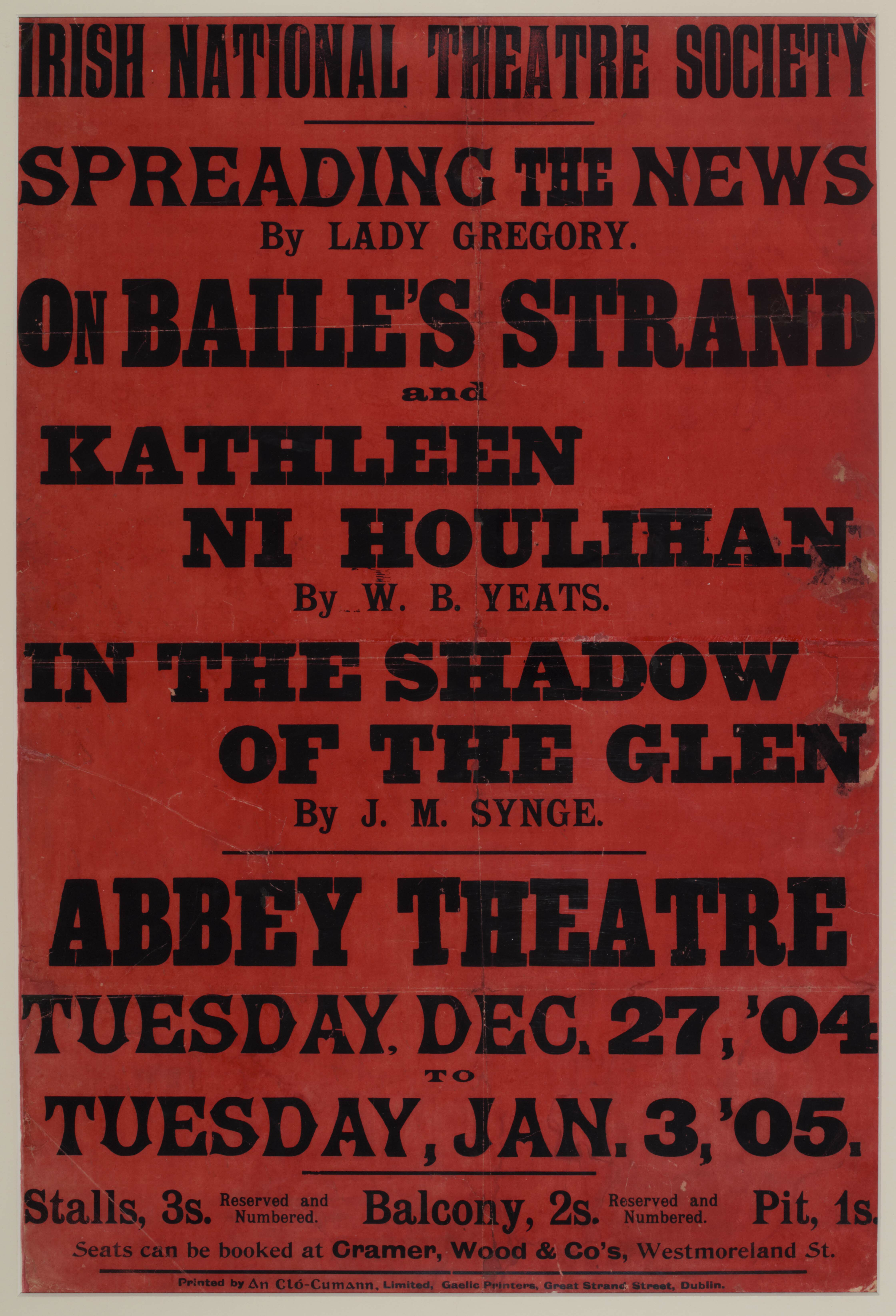
Poster da inauguração do Abbey Theatre.

Em seus primeiros anos, o teatro foi intimamente associado aos escritores do Irish Literary Revival, muitos dos quais estiveram envolvidos em sua fundação e muitos dos quais tiveram peças encenadas ali. A Abadia serviu de berçário para muitos dos principais dramaturgos irlandeses, incluindo William Butler Yeats, Lady Gregory, Seán O'Casey e John Millington Synge, bem como para atores principais. Além disso, por meio de seu extenso programa de turnês no exterior e sua alta visibilidade para públicos estrangeiros, especialmente americanos, tornou-se uma parte importante da marca cultural irlandesa.